# 福間健二
福間 健二（ふくま けんじ、1949年3月10日 - 2023年4月26日）は、日本の詩人、翻訳家、映画評論家、映画監督、首都大学東京名誉教授。新潟県出身。

## 生涯
旧・東京都立大学（現・東京都立大学）人文学部英文学科卒業。同大学院人文科学研究科修士課程修了。岡山大学教養部講師、東京都立大学助教授、教授、2005年首都大学東京人文科学研究科教授、2013年定年退職、名誉教授。
2023年4月26日、肺炎のため死去。74歳没。

## 人物
- 中学時代から映画少年で高校3年から若松プロに出入りするようになり、若松プロの作品に出演する。
- 東京都立大学在学中に自主映画『青春伝説序論』を監督。また詩・小説も書くようになり、柴田翔らによって評価される。以降はイギリス現代詩の研究を行いながら詩人、映画評論家として活動。映画脚本、映画監督も手がけている。
- 2011年、詩集「青い家」で第19回萩原朔太郎賞および第49回藤村記念歴程賞を受賞。

## 作品

### 詩集
- 『沈黙と刺青　福間健二詩集　1969-1971（Ⅰ）』あんかるわ叢書6　あんかるわ叢書刊行会　1971
- 『冬の戒律　福間健二詩集　1969－1971（Ⅱ）』あんかるわ叢書7　あんかるわ叢書刊行会　1971
- 『鬼になるまで　福間健二詩集　1969-1971（Ⅲ）』あんかるわ叢書8　あんかるわ叢書刊行会　1972
- 『最後の授業/カントリー・ライフ 福間健二詩集 1972～1983』私家版 1983
- 『急にたどりついてしまう』ミッドナイト・プレス 1988
- 『結婚入門』雀社 1989
- 『地下帝国の死刑室』ジライヤ・タッチ 1990
- 『地上のぬくもり Poems 1990』雀社 1990
- 『行儀のわるいミス・ブラウン』雀社 1991
- 『きみたちは美人だ 21 poems』ワイズ出版 1992
- 『旧世界』思潮社 1994
- 『福間健二詩集』現代詩文庫 思潮社 1999
- 『秋の理由』思潮社 2000
- 『侵入し、通過してゆく my favorite things』思潮社 2005
- 『青い家』思潮社　2011
- 『あと少しだけ』思潮社 2015
- 『会いたい人』思潮社 2016
- 『休息のとり方』而立書房 2020

### 小説
- 『明後日は十七歳』三一書房 1968

### 評論・評伝
- 『詩は生きている』五柳書院 2005
- 『佐藤泰志 そこに彼はいた』河出書房新社　2014
- 『迷路と青空: 詩を生き、映画を生きる』五柳書院 2021

### 共編著
- 『石井輝男 映画魂』石井輝男共著 ワイズ出版 1992／同・映画文庫 2012
- 『大ヤクザ映画読本』山崎幹夫共編 洋泉社 1993
- 『ピンク・ヌーヴェルヴァーグ 佐藤寿保、佐野和宏、サトウトシキ、瀬々敬久の挑戦』ワイズ出版 1996
- 『佐藤泰志 生の輝きを求めつづけた作家』監修 河出書房新社 2014
- 『1968 （2）文学』四方田犬彦共編、筑摩選書 2018

### 翻訳
- S.S.プロウアー『カリガリ博士の子どもたち 恐怖映画の世界』藤井寛共訳 晶文社 1983
- 『東京日記 リチャード・ブローティガン詩集』思潮社 1992
- アイラ・シルヴァバーグ編『クローネンバーグとバロウズ 裸のランチ』ワイズ出版 1992
- マイケル・オンダーチェ『ビリー・ザ・キッド全仕事』国書刊行会 1994／白水uブックス 2017
- 『ブローティガン東京日記』平凡社ライブラリー 2017
- マイケル・オンダーチェ『ライオンの皮をまとって』水声社 2006

## 映画

### 出演
- 性犯罪（1967） -（監督：若松孝二）
- 腹貸し女（1968） - （監督：若松孝二）
- 女学生ゲリラ（1969） - （監督：足立正生）
- 通り魔の告白 現代性犯罪暗黒篇（1969） - 主演、脚本 　（監督：若松孝二）
- 悶絶本番 ぶちこむ!!（1995） - 脚本（立花信次名義） （監督：サトウトシキ）
- 無頼平野（1995） - 　（監督：石井輝男）
- きのう生まれたわけじゃない（2023年） -　（監督：福間健二）[3]

### 監督
- 青春伝説序論（1969）
- 急にたどりついてしまう（1995） - 制作、脚本
- 岡山の娘（2008） - 制作、脚本
- わたしたちの夏（2011） - 脚本
- あるいは佐々木ユキ（2013） - 脚本
- 秋の理由（2016年） - 脚本（高田亮との共同脚本）[4]
- パラダイス・ロスト (2020年）
- きのう生まれたわけじゃない（2023年公開予定） - 脚本[3]

## 論文
- ＜福間健二